# Verwaltungsgliederung Südkoreas
Südkorea ist politisch in eine besondere Stadt (Teukbyeolsi), eine besondere autonome Stadt (Teukbyeol-jachi-si), sechs Großstädte (Gwangyeoksi), acht Provinzen (Do) und eine besondere autonome Provinz (Teukbyeol-jachi-do) unterteilt. Diese sind wiederum in feinere Strukturen unterteilt.
Hinweis zur Übersetzung der Begriffe: Die englischen Begriffe wie Special City ‚besondere Stadt‘, Metropolitan City ‚Großstadt‘, Province ‚Provinz‘ und City ‚Stadt‘ werden von offiziellen, englischsprachigen Regierungsseiten verwendet. Sie wurden ins Deutsche übersetzt. Die übrigen Begriffe sind keine offizielle Übersetzung, sie werden als Vergleich verwendet.

## Primäre Unterteilung (Provinzen)

Unterteilung Südkoreas in Provinzen

Südkorea ist politisch in Provinzen unterteilt, neben den eigentlichen Provinzen gibt es auch Stadtprovinzen, die allerdings nicht als Provinz (Do) bezeichnet werden:

### Teukbyeolsi
Die Teukbyeolsi (특별시, 特別市, Special City ‚Besondere Stadt‘) ist eine primäre Unterteilung Südkoreas, zusammen mit der Großstadt (Gwangyeoksi) und der Provinz (Do). Südkorea hat eine Teukbyeolsi:
- Seoul (1)

Seoul ist in Stadtteile (Gu) unterteilt.

### Gwangyeoksi
Die Gwangyeoksi (광역시, 廣域市, Metropolitan City ‚Großstadt‘) ist eine primäre Unterteilung Südkoreas, zusammen mit der besonderen Stadt (Teukbyeolsi) und der Provinz (Do). Südkorea hat sechs Gwangyeoksi:
- Busan (2)
- Daegu (3)
- Incheon (4)
- Gwangju (5)
- Daejeon (6)
- Ulsan (7)

Gwangju und Daejeon sind nur in (Stadtteile) Gu unterteilt, die übrigen sind sowohl in Gu wie auch in Landkreise (Gun) unterteilt.

### Do
Die Do (도, 道, Province ‚Provinz‘) ist eine primäre Unterteilung Südkoreas, zusammen mit der besonderen Stadt (Teukbyeolsi) und der Großstadt (Gwangyeoksi). Südkorea hat sieben Dos:
- Gyeonggi-do (8)
- Chungcheongbuk-do (10)
- Chungcheongnam-do (11)
- Jeollabuk-do (12)
- Jeollanam-do (13)
- Gyeongsangbuk-do (14)
- Gyeongsangnam-do (15)

Jede Do ist unterteilt in Landkreise (Gun) und Städte (Si).

### Teukbyeol-jachi-do
Teukbyeol-jachi-do (특별 자치도, 特別自治道, Special Autonomous Province ‚Besondere autonome Provinz; Sonderautonomieprovinz‘) ist der Status von:
- Gangwon-do (9)
- Jeju-do (16)

### Teukbyeol-jachi-si
Teukbyeol-jachi-si (특별 자치시, 特別自治市, Special Autonomous City ‚Besondere autonome Stadt; Sonderautonomiestadt‘) ist der Status von:
- Sejong (17)

## Weitere Unterteilung

Unterteilung Südkoreas in Großstadtbezirke (구, 區), Städte (시, 市) und Landkreise (군, 郡)

Die primäre Unterteilungen Südkoreas sind weiter unterteilt, wobei auch in diesen Unterteilungen verschiedene Bezeichnungen für städtische und ländliche Gebiete verwendet werden. Dabei kann eine städtische Einheit auch ländliche Untereinheiten umfassen oder eine ländliche Einheit städtische Untereinheiten. Die Bezeichnungen für die verschiedenen Ebenen werden im Folgenden vorgestellt.

### Si/Gun
Die oberste Unterteilung einer Provinz (Do) ist die Si (시, 市 ‚Stadt‘) sowie ihr ländliches Gegenstück, der Gun (군, 郡 ‚Landkreis‘). Eine Si hat mindestens 50.000 Einwohner, sobald ein Gun diese Marke erreicht, wird er automatisch zur Si. Si mit mehr als 500.000 Einwohnern (namentlich Suwon, Bucheon, Cheongju und Jeonju) sind in Stadtbezirke (Gu) unterteilt, kleinere Städte direkt in Stadtviertel (Dong).

### Gu/Eup/Myeon
Ein Gu (구, 區) ist ein Stadtbezirk einer Großstadt, verwaltungsmäßig auf der gleichen Ebene liegen Eup (읍, 邑 ‚Kleinstadt‘) und Myeon (면, 面 ‚Landgemeinde‘), die Untergliederungen eines Gun oder auch einer Si sind.

### Dong/Ri
Die kleinsten Verwaltungseinheit sind das Stadtviertel Dong (동, 洞) und das Dorf Ri (리, 里). Ein Dorf ist i. d. R. Teil eines Myeon, kann auch in einem ländlichen Gebiet innerhalb einer Eup liegen.